# Charles E. Littlefield

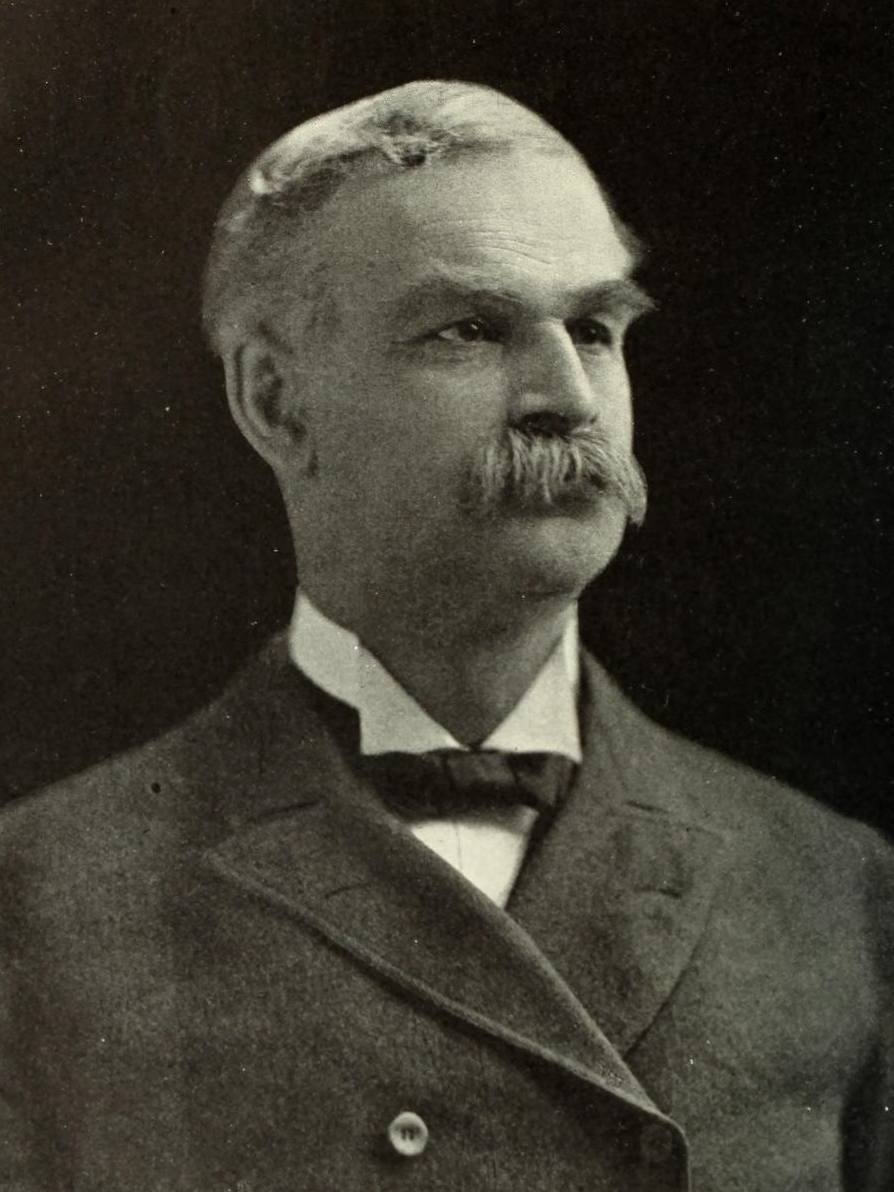
Charles E. Littlefield

Charles Edgar Littlefield (* 21. Juni 1851 in Lebanon, Maine; † 2. Mai 1915 in New York City) war ein US-amerikanischer Politiker. Zwischen 1899 und 1908 vertrat er den Bundesstaat Maine im US-Repräsentantenhaus.

## Werdegang
Charles Littlefield besuchte die öffentlichen Schulen seiner Heimat und die Foxcroft Academy. Nach einem anschließenden Jurastudium und seiner im Jahr 1876 erfolgten Zulassung als Rechtsanwalt begann er in Rockland in diesem Beruf zu praktizieren. Politisch wurde er Mitglied der Republikanischen Partei. Zwischen 1885 und 1887 saß er als Abgeordneter im Repräsentantenhaus von Maine, dessen Speaker er zeitweise war. In den Jahren 1892 und 1896 nahm er als Delegierter an den jeweiligen Republican National Conventions teil, auf denen Benjamin Harrison und William McKinley als Präsidentschaftskandidaten der Partei nominiert wurden. Von 1889 bis 1893 fungierte er als Attorney General seines Staates.
Nach dem Tod des Kongressabgeordneten Nelson Dingley wurde Littlefield bei der fälligen Nachwahl im zweiten Wahlbezirk von Maine als dessen Nachfolger in das US-Repräsentantenhaus in Washington, D.C. gewählt. Dort trat er am 19. Juni 1899 sein neues Mandat an. Nachdem er bei den folgenden vier regulären Kongresswahlen jeweils bestätigt wurde, konnte er bis zu seinem Rücktritt am 30. September 1908 im Kongress verbleiben. Ab 1905 war er Vorsitzender des Ausschusses zur Kontrolle der Ausgaben des Landwirtschaftsministeriums.
Nach seiner Zeit im Repräsentantenhaus zog Charles Littlefield nach New York, wo er bis zu seinem Tod im Jahr 1915 als Rechtsanwalt arbeitete. Er wurde in Rockland beigesetzt.